# Joven aún / Esto pudo suceder
Joven aún / Esto pudo suceder es un sencillo del cantante soviético y ruso Iósif Kobzón junto con Maulin Maggmalev, lanzado en 1972 por el sello discográfico chileno DICAP.

## Lista de canciones
| Lado A |             |                           |          |  |
| N.º    | Título      | Música                    | Duración |  |
| 1.     | «Joven aún» | D. Turhmanov, M. Nozhakin |          |  |

| Lado B |                     |                          |          |  |
| N.º    | Título              | Música                   | Duración |  |
| 2.     | «Esto pudo suceder» | Baba Djamian, Eutuchenko |          |  |